# Clavaspis kalaharica
Clavaspis kalaharica är en insektsart som beskrevs av Abraham Munting 1969. Clavaspis kalaharica ingår i släktet Clavaspis och familjen pansarsköldlöss. Inga underarter finns listade i Catalogue of Life.